# Leptostylopsis argentatus
Leptostylopsis argentatus es una especie de escarabajo longicornio del género Leptostylopsis, tribu Acanthocinini, familia Cerambycidae. Fue descrita científicamente por Jacquelin du Val en 1857.

## Distribución
Se distribuye por Bahamas, Cuba, Estados Unidos, Haití, Jamaica, Puerto Rico y República Dominicana.

## Descripción
La especie mide 7-13 milímetros de longitud. El período de vuelo ocurre en los meses de febrero, marzo, abril, mayo, junio, julio, agosto, septiembre, octubre y noviembre.